# 653 Береніка
653 Береніка (653 Berenike) — астероїд головного поясу, відкритий 27 листопада 1907 року.
Тіссеранів параметр щодо Юпітера — 3,217.